# بلکپایپ (داکوتای جنوبی)
بلکپایپ (به انگلیسی: Blackpipe) یک منطقهٔ مسکونی در ایالات متحده آمریکا است که در شهرستان بنت، داکوتای جنوبی واقع شده‌است. بلکپایپ ۸۸۹٫۱۱ متر بالاتر از سطح دریا واقع شده‌است.